# Rink hockey aux World Roller Games 2017
Le rink hockey est présent lors de la première édition des World Roller Games.

## Règlements
La compétition est divisée entre trois catégories : championnat du monde masculin des moins de 20 ans, championnat du monde féminin et le championnat du monde masculin.
Les différentes épreuves sont hiérarchisées en plusieurs divisions. La première est la World Cup, la seconde la FIRS Cup et la troisième la Confederations Cup qui n'est organisé uniquement pour l'épreuve masculine séniore.

### Format
La compétition se présente sous la forme d'un championnat en premier lieu. Il y a deux poules de quatre équipes chacune qui se rencontrent toutes une fois. 
En second lieu, le classement permet de déterminer la phase finale à laquelle toutes les équipes participent ; il n'y a plus d'élimination à l'issue des phases de groupes. Le premier d'un groupe rencontre le dernier de l'autre, et le seconde de l'un affronte le troisième de l'autre.

## Participants

### Présences
Plusieurs nations engagent une équipe dans les trois catégories. L'Argentine, le Chili, l'Espagne, la France, l'Italie et le Portugal sont les six pays dominateurs du rink hockey international : leurs trois sélections évoluent en World Cup, le plus au niveau mondial. À l'échelon inférieur, les États-Unis sont présents au plus haut niveau féminin, la sélection masculine est à l'échelon intermédiaire en FIRS Cup tandis que les jeunes sont au plus bas niveau la FIRS Cup. L'Inde et l'Égypte voient leurs trois sélections dans le plus bas niveau de leurs catégories respectives.
L'Angleterre n'a pas engagé d'équipe dans le championnat masculin sénior. Il s'agit du seul pays ayant engagé une ou plusieurs sélections aux World Roller Games mais pas dans le championnat masculin.
La Suisse est totalement absente des World Roller Games n'engageant aucune équipe dans aucune catégorie.

### Tirage au sort
Un tirage au sort est effectué afin de constituer les groupes dont les participants sont les meilleures équipes des derniers mondiaux. Le tirage a lieu le 5 juillet 2017 au siège de la Fédération royale espagnole de patinage situé à Barcelone. Ce tirage est très clément pour les équipes espagnoles masculines et féminines qui ne rencontrent ni l'Argentine, ni l'Italie, ni le Portugal lors de la première phase du championnat. L'Argentine, quant à elle, trouve ce hasard « injuste », en effet les trois équipes la représentant sont dans les poules au niveau les plus élevés. L'entraineur argentin estime qu'en tant que champion du monde en titre, ils auraient dû bénéficier d'une entrée en jeu plus facile comme cela était auparavant le cas avec l'ancien format du championnat A. Avec le nouveau format, l'ensemble des adversaires du groupe du champion du monde figure parmi les huit meilleures équipes alors qu'auparavant la meilleure équipe qu'affrontait le champion du monde n'était classée que huitième. L'entraineur argentin souhaite que le système de détermination des groupes évolue.
| Championnat féminin | Championnat féminin | Championnat masculin | Championnat masculin | Championnat jeune | Championnat jeune |
| World Cup           | World Cup           | World Cup            | World Cup            | World Cup         | World Cup         |
| Groupe A            | Groupe B            | Groupe A             | Groupe B             | Groupe A          | Groupe B          |
| ------------------- | ------------------- | -------------------- | -------------------- | ----------------- | ----------------- |
| Espagne             | Portugal            | Portugal             | Espagne              | Portugal          | Espagne           |
| France              | Chili               | France               | Chili                | Chili             | France            |
| Allemagne           | Argentine           | Argentine            | Allemagne            | Colombie          | Argentine         |
| États-Unis          | Italie              | Italie               | Mozambique           | Angleterre        | Italie            |
| FIRS Cup            |                     |                      |                      |                   |                   |
| Groupe unique       | Groupe unique       | Groupe A             | Groupe B             | Groupe unique     | Groupe unique     |
| Égypte              | Égypte              | Colombie             | Brésil               | Égypte            | Égypte            |
| Japon               | Japon               | Macao                | États-Unis           | États-Unis        | États-Unis        |
| Angleterre          | Angleterre          | Autriche             | Angola               | Angola            | Angola            |
| Inde                | Inde                | Afrique du Sud       | Pays-Bas             | Inde              | Inde              |
|                     |                     |                      |                      | Taïwan            |                   |
| Confederations Cup  |                     |                      |                      |                   |                   |
|                     |                     | Groupe A             | Groupe B             |                   |                   |
| Égypte              | Nouvelle-Zélande    |                      |                      |                   |                   |
| Australie           | Taïwan              |                      |                      |                   |                   |
| Japon               | Inde                |                      |                      |                   |                   |
|                     | Israël              |                      |                      |                   |                   |

## Compétition

### Championnat masculin

#### World Cup
| Rang | Équipe    | Pts | J | G | N | P | Bp | Bc | Diff |  | Résultats |  |   |   |   |
| ---- | --------- | --- | - | - | - | - | -- | -- | ---- |  | --------- |  | - | - | - |
| 1    | Argentine |     |   |   |   |   |    |    |      |  | Argentine |  | - | - | - |
| 2    | Portugal  |     |   |   |   |   |    |    |      |  | Portugal  |  |   | - | - |
| 3    | Italie    |     |   |   |   |   |    |    |      |  | Italie    |  |   |   | - |
| 4    | France    |     |   |   |   |   |    |    |      |  | France    |  |   |   |   |

| Rang | Équipe     | Pts | J | G | N | P | Bp | Bc | Diff |  | Résultats  |  |   |   |   |
| ---- | ---------- | --- | - | - | - | - | -- | -- | ---- |  | ---------- |  | - | - | - |
| 1    | Espagne    |     |   |   |   |   |    |    |      |  | Espagne    |  | - | - | - |
| 2    | Allemagne  |     |   |   |   |   |    |    |      |  | Allemagne  |  |   | - | - |
| 3    | Chili      |     |   |   |   |   |    |    |      |  | Chili      |  |   |   | - |
| 4    | Mozambique |     |   |   |   |   |    |    |      |  | Mozambique |  |   |   |   |

|  | Quarts de finale | Quarts de finale | Quarts de finale | Quarts de finale |  |  | Demi-finales     | Demi-finales     | Demi-finales     | Demi-finales     |  |  | Finale           | Finale           | Finale           | Finale           |
|  |                  |                  |                  |                  |  |  |                  |                  |                  |                  |  |  |                  |                  |                  |                  |
|  | 7 septembre 2017 | 7 septembre 2017 | 7 septembre 2017 | 7 septembre 2017 |  |  | 8 septembre 2017 | 8 septembre 2017 | 8 septembre 2017 | 8 septembre 2017 |  |  | 9 septembre 2017 | 9 septembre 2017 | 9 septembre 2017 | 9 septembre 2017 |
|  | 7 septembre 2017 | 7 septembre 2017 | 7 septembre 2017 | 7 septembre 2017 |  |  | 8 septembre 2017 | 8 septembre 2017 | 8 septembre 2017 | 8 septembre 2017 |  |  | 9 septembre 2017 | 9 septembre 2017 | 9 septembre 2017 | 9 septembre 2017 |
|  | 1er du groupe B  |                  |                  |                  |  |  | 8 septembre 2017 | 8 septembre 2017 | 8 septembre 2017 | 8 septembre 2017 |  |  | 9 septembre 2017 | 9 septembre 2017 | 9 septembre 2017 | 9 septembre 2017 |
|  |                  |                  |                  |                  |  |  | 8 septembre 2017 | 8 septembre 2017 | 8 septembre 2017 | 8 septembre 2017 |  |  | 9 septembre 2017 | 9 septembre 2017 | 9 septembre 2017 | 9 septembre 2017 |
|  | 1er FIRS Cup     |                  |                  |                  |  |  | 8 septembre 2017 | 8 septembre 2017 | 8 septembre 2017 | 8 septembre 2017 |  |  | 9 septembre 2017 | 9 septembre 2017 | 9 septembre 2017 | 9 septembre 2017 |
|  | en attente       |                  |                  |                  |  |  |                  |                  |                  |                  |  |  | 9 septembre 2017 | 9 septembre 2017 | 9 septembre 2017 | 9 septembre 2017 |
|  |                  |                  |                  |                  |  |  |                  |                  |                  |                  |  |  | 9 septembre 2017 | 9 septembre 2017 | 9 septembre 2017 | 9 septembre 2017 |
|  |                  |                  | en attente       |                  |  |  |                  |                  |                  |                  |  |  | 9 septembre 2017 | 9 septembre 2017 | 9 septembre 2017 | 9 septembre 2017 |
|  | 2e du groupe B   |                  |                  |                  |  |  |                  |                  |                  |                  |  |  | 9 septembre 2017 | 9 septembre 2017 | 9 septembre 2017 | 9 septembre 2017 |
|  |                  |                  |                  |                  |  |  |                  |                  |                  |                  |  |  | 9 septembre 2017 | 9 septembre 2017 | 9 septembre 2017 | 9 septembre 2017 |
|  | 3e du groupe A   |                  |                  |                  |  |  |                  |                  |                  |                  |  |  | 9 septembre 2017 | 9 septembre 2017 | 9 septembre 2017 | 9 septembre 2017 |
|  | en attente       |                  |                  |                  |  |  |                  |                  |                  |                  |  |  |                  |                  |                  |                  |
|  |                  |                  |                  |                  |  |  |                  |                  |                  |                  |  |  |                  |                  |                  |                  |
|  |                  |                  | en attente       |                  |  |  |                  |                  |                  |                  |  |  |                  |                  |                  |                  |
|  | 3e du groupe B   |                  |                  |                  |  |  |                  |                  |                  |                  |  |  |                  |                  |                  |                  |
|  |                  |                  |                  |                  |  |  |                  |                  |                  |                  |  |  |                  |                  |                  |                  |
|  | 2e du groupe A   |                  |                  |                  |  |  |                  |                  |                  |                  |  |  |                  |                  |                  |                  |
|  | en attente       |                  |                  |                  |  |  |                  |                  |                  |                  |  |  |                  |                  |                  |                  |
|  |                  |                  |                  |                  |  |  |                  |                  |                  |                  |  |  |                  |                  |                  |                  |
|  |                  |                  | en attente       |                  |  |  |                  |                  |                  |                  |  |  |                  |                  |                  |                  |
|  | 1er FIRS Cup     |                  |                  |                  |  |  |                  |                  |                  |                  |  |  |                  |                  |                  |                  |
|  |                  |                  |                  |                  |  |  |                  |                  |                  |                  |  |  |                  |                  |                  |                  |
|  | 1er du groupe A  |                  |                  |                  |  |  |                  |                  |                  |                  |  |  |                  |                  |                  |                  |
|  |                  |                  |                  |                  |  |  |                  |                  |                  |                  |  |  |                  |                  |                  |                  |
|  |                  |                  |                  |                  |  |  |                  |                  |                  |                  |  |  |                  |                  |                  |                  |

#### FIRS Cup
| Rang | Équipe         | Pts | J | G | N | P | Bp | Bc | Diff |  | Résultats      |  |   |   |   |
| ---- | -------------- | --- | - | - | - | - | -- | -- | ---- |  | -------------- |  | - | - | - |
| 1    | Colombie       |     |   |   |   |   |    |    |      |  | Colombie       |  | - | - | - |
| 2    | Macao          |     |   |   |   |   |    |    |      |  | Macao          |  |   | - | - |
| 3    | Autriche       |     |   |   |   |   |    |    |      |  | Autriche       |  |   |   | - |
| 4    | Afrique du Sud |     |   |   |   |   |    |    |      |  | Afrique du Sud |  |   |   |   |

| Rang | Équipe     | Pts | J | G | N | P | Bp | Bc | Diff |  | Résultats  |  |   |   |   |
| ---- | ---------- | --- | - | - | - | - | -- | -- | ---- |  | ---------- |  | - | - | - |
| 1    | États-Unis |     |   |   |   |   |    |    |      |  | États-Unis |  | - | - | - |
| 2    | Brésil     |     |   |   |   |   |    |    |      |  | Brésil     |  |   | - | - |
| 3    | Angola     |     |   |   |   |   |    |    |      |  | Angola     |  |   |   | - |
| 4    | Pays-Bas   |     |   |   |   |   |    |    |      |  | Pays-Bas   |  |   |   |   |

|  | Quarts de finale | Quarts de finale | Quarts de finale | Quarts de finale |  |  | Demi-finales     | Demi-finales     | Demi-finales     | Demi-finales     |  |  | Finale           | Finale           | Finale           | Finale           |
|  |                  |                  |                  |                  |  |  |                  |                  |                  |                  |  |  |                  |                  |                  |                  |
|  | 7 septembre 2017 | 7 septembre 2017 | 7 septembre 2017 | 7 septembre 2017 |  |  | 8 septembre 2017 | 8 septembre 2017 | 8 septembre 2017 | 8 septembre 2017 |  |  | 9 septembre 2017 | 9 septembre 2017 | 9 septembre 2017 | 9 septembre 2017 |
|  | 7 septembre 2017 | 7 septembre 2017 | 7 septembre 2017 | 7 septembre 2017 |  |  | 8 septembre 2017 | 8 septembre 2017 | 8 septembre 2017 | 8 septembre 2017 |  |  | 9 septembre 2017 | 9 septembre 2017 | 9 septembre 2017 | 9 septembre 2017 |
|  | 4e World Cup     |                  |                  |                  |  |  | 8 septembre 2017 | 8 septembre 2017 | 8 septembre 2017 | 8 septembre 2017 |  |  | 9 septembre 2017 | 9 septembre 2017 | 9 septembre 2017 | 9 septembre 2017 |
|  |                  |                  |                  |                  |  |  | 8 septembre 2017 | 8 septembre 2017 | 8 septembre 2017 | 8 septembre 2017 |  |  | 9 septembre 2017 | 9 septembre 2017 | 9 septembre 2017 | 9 septembre 2017 |
|  | 4e du groupe A   |                  |                  |                  |  |  | 8 septembre 2017 | 8 septembre 2017 | 8 septembre 2017 | 8 septembre 2017 |  |  | 9 septembre 2017 | 9 septembre 2017 | 9 septembre 2017 | 9 septembre 2017 |
|  | en attente       |                  |                  |                  |  |  |                  |                  |                  |                  |  |  | 9 septembre 2017 | 9 septembre 2017 | 9 septembre 2017 | 9 septembre 2017 |
|  |                  |                  |                  |                  |  |  |                  |                  |                  |                  |  |  | 9 septembre 2017 | 9 septembre 2017 | 9 septembre 2017 | 9 septembre 2017 |
|  |                  |                  | en attente       |                  |  |  |                  |                  |                  |                  |  |  | 9 septembre 2017 | 9 septembre 2017 | 9 septembre 2017 | 9 septembre 2017 |
|  | 2e du groupe B   |                  |                  |                  |  |  |                  |                  |                  |                  |  |  | 9 septembre 2017 | 9 septembre 2017 | 9 septembre 2017 | 9 septembre 2017 |
|  |                  |                  |                  |                  |  |  |                  |                  |                  |                  |  |  | 9 septembre 2017 | 9 septembre 2017 | 9 septembre 2017 | 9 septembre 2017 |
|  | 3e du groupe A   |                  |                  |                  |  |  |                  |                  |                  |                  |  |  | 9 septembre 2017 | 9 septembre 2017 | 9 septembre 2017 | 9 septembre 2017 |
|  | en attente       |                  |                  |                  |  |  |                  |                  |                  |                  |  |  |                  |                  |                  |                  |
|  |                  |                  |                  |                  |  |  |                  |                  |                  |                  |  |  |                  |                  |                  |                  |
|  |                  |                  | en attente       |                  |  |  |                  |                  |                  |                  |  |  |                  |                  |                  |                  |
|  | 3e du groupe B   |                  |                  |                  |  |  |                  |                  |                  |                  |  |  |                  |                  |                  |                  |
|  |                  |                  |                  |                  |  |  |                  |                  |                  |                  |  |  |                  |                  |                  |                  |
|  | 2e du groupe A   |                  |                  |                  |  |  |                  |                  |                  |                  |  |  |                  |                  |                  |                  |
|  | en attente       |                  |                  |                  |  |  |                  |                  |                  |                  |  |  |                  |                  |                  |                  |
|  |                  |                  |                  |                  |  |  |                  |                  |                  |                  |  |  |                  |                  |                  |                  |
|  |                  |                  | en attente       |                  |  |  |                  |                  |                  |                  |  |  |                  |                  |                  |                  |
|  | 4e du groupe B   |                  |                  |                  |  |  |                  |                  |                  |                  |  |  |                  |                  |                  |                  |
|  |                  |                  |                  |                  |  |  |                  |                  |                  |                  |  |  |                  |                  |                  |                  |
|  | 4e World Cup     |                  |                  |                  |  |  |                  |                  |                  |                  |  |  |                  |                  |                  |                  |
|  |                  |                  |                  |                  |  |  |                  |                  |                  |                  |  |  |                  |                  |                  |                  |
|  |                  |                  |                  |                  |  |  |                  |                  |                  |                  |  |  |                  |                  |                  |                  |

#### Confederation Cup
| Rang | Équipe    | Pts | J | G | N | P | Bp | Bc | Diff |  | Résultats |  |   |   |
| ---- | --------- | --- | - | - | - | - | -- | -- | ---- |  | --------- |  | - | - |
| 1    | Égypte    |     |   |   |   |   |    |    |      |  | Égypte    |  | - | - |
| 2    | Australie |     |   |   |   |   |    |    |      |  | Australie |  |   | - |
| 3    | Japon     |     |   |   |   |   |    |    |      |  | Japon     |  |   |   |

| Rang | Équipe           | Pts | J | G | N | P | Bp | Bc | Diff |  | Résultats        |  |   |   |   |
| ---- | ---------------- | --- | - | - | - | - | -- | -- | ---- |  | ---------------- |  | - | - | - |
| 1    | Nouvelle-Zélande |     |   |   |   |   |    |    |      |  | Nouvelle-Zélande |  | - | - | - |
| 2    | Taïpei chinois   |     |   |   |   |   |    |    |      |  | Taïpei chinois   |  |   | - | - |
| 3    | Inde             |     |   |   |   |   |    |    |      |  | Inde             |  |   |   | - |
| 4    | Israël           |     |   |   |   |   |    |    |      |  | Israël           |  |   |   |   |

| Rang | Équipe          | Pts | J | G | N | P | Bp | Bc | Diff |  | Résultats  |  |   |   |   |
| ---- | --------------- | --- | - | - | - | - | -- | -- | ---- |  | ---------- |  | - | - | - |
| 1    | 1er du groupe A |     |   |   |   |   |    |    |      |  | en attente |  | - | - | - |
| 2    | 1er du groupe B |     |   |   |   |   |    |    |      |  | en attente |  |   | - | - |
| 3    | 2e du groupe A  |     |   |   |   |   |    |    |      |  | en attente |  |   |   | - |
| 4    | 2e du groupe B  |     |   |   |   |   |    |    |      |  | en attente |  |   |   |   |

### Tableau des médailles
| Rang  | Nation | Or | Argent | Bronze | Total |
| ----- | ------ | -- | ------ | ------ | ----- |
| 1     |        | 2  | 1      | -      | 3     |
| 2     |        | 1  | 1      | -      | 2     |
| 3     |        | -  | 1      | 1      | 2     |
| 4     |        | -  | -      | 1      | 1     |
| -     |        | -  | -      | 1      | 1     |
| Total | Total  | 3  | 3      | 3      | 9     |

### Source de la traduction
- (es) Cet article est partiellement ou en totalité issu de l’article de Wikipédia en espagnol intitulé « Anexo:Hockey sobre patines en los Juegos Mundiales de Patinaje 2017 » (voir la liste des auteurs).